# New Florence (Missouri)
New Florence és una població dels Estats Units a l'estat de Missouri. Segons el cens del 2000 tenia 764 habitants.

## Demografia
Segons el cens del 2000, New Florence tenia 764 habitants, 248 habitatges, i 176 famílies. La densitat de població era de 182,1 habitants per km².
Dels 248 habitatges en un 37,9% hi vivien nens de menys de 18 anys, en un 53,2% hi vivien parelles casades, en un 10,5% dones solteres, i en un 29% no eren unitats familiars. En el 23,4% dels habitatges hi vivien persones soles l'11,7% de les quals corresponia a persones de 65 anys o més que vivien soles. El nombre mitjà de persones vivint en cada habitatge era de 2,7 i el nombre mitjà de persones que vivien en cada família era de 3,14.
Per edats la població es repartia de la següent manera: un 27,6% tenia menys de 18 anys, un 8% entre 18 i 24, un 24,6% entre 25 i 44, un 18,5% de 45 a 60 i un 21,3% 65 anys o més.
L'edat mediana era de 38 anys. Per cada 100 dones de 18 o més anys hi havia 78,4 homes.
La renda mediana per habitatge era de 30.156 $ i la renda mediana per família de 34.722 $. Els homes tenien una renda mediana de 30.000 $ mentre que les dones 18.864 $. La renda per capita de la població era de 12.367 $. Entorn del 16,7% de les famílies i el 22,2% de la població estaven per davall del llindar de pobresa.

## Poblacions més properes
El següent diagrama mostra les poblacions més properes.